# 눈측백
눈측백(학명: Thuja koraiensis)은 구과식물의 하나로 측백나무속에 속하는 식물이다. 한국과 중국 만주에 자생한다.
늘푸른 바늘잎나무로 설악산 이북의 고산 지대에서 자란다. 키는 4~10m에 이르나 개체에 따라 고지대에서 낮게 자라기도 한다. 나무껍질은 잿빛이 도는 붉은색이며 얕게 갈라진다. 잎은 따갑지 않은 비늘잎으로 끝이 둔하며 앞면은 녹색이고 뒷면은 황록색으로 흰 숨구멍줄이 2개 있다. 암수한그루로 5월에 꽃이 피는데 수꽃은 노란색으로 핀다. 9월에 열리는 솔방울 열매는 타원형으로 길이가 1cm 정도인데 익으면 솔방울 조각이 벌어지면서 씨가 나온다. 씨는 양쪽에 짧은 날개가 달렸다.

## 참고 자료
- 《조경수목 핸드북》(광일문화사, 2000) ISBN 89-85243-25-X
- 《나무 쉽게 찾기》(진선출판사, 2004) ISBN 978-89-7221-414-4